# Vestsjælland
Vestsjællands Amt (provincie West-Seeland) is een voormalige provincie van Denemarken. De provincie ontstond in 1970 door de samenvoeging van de oude amten Sorø Amt en Holbæk Amt.
De hoofdstad, maar niet de grootste stad van de provincie, was Sorø. De oppervlakte bedroeg 2983,77 km². De provincie had 304.761 inwoners, te weten 151.382 mannen en 153.379 vrouwen (anno 2005). De meeste bewoners werken in het gebied rond Kopenhagen.
Op 1 januari 2007 werden de provincies in Denemarken afgeschaft. Vestsjælland maakt nu deel uit van de nieuwe regio Seeland.

## Gemeenten
| - Bjergsted - Dianalund - Dragsholm - Fuglebjerg - Gørlev - Hashøj - Haslev - Holbæk - Høng - Hvidebæk - Jernløse - Kalundborg | - Korsør - Nykøbing-Rørvig - Ringsted - Skælskør - Slagelse - Sorø - Stenlille - Svinninge - Tølløse - Tornved - Trundholm |

Hoofdstad (Inclusief Bornholm) · Midden-Jutland · Noord-Jutland · Seeland · Zuid-Denemarken

Tot 2007: Aarhus · Bornholm · Frederiksborg · Funen · Kopenhagen · Noord-Jutland · Ribe · Ringkjøbing · Roskilde · Storstrøm · Vejle · Vestsjælland · Viborg · Zuid-Jutland 